# Windows Application Programming Interface
Das Windows Application Programming Interface (kurz  WinAPI; englisch für: „Windows-Anwendungs-Programmierschnittstelle“) ist eine Programmierschnittstelle und Laufzeitumgebung zur Erstellung von Anwendungsprogrammen für Windows-Betriebssysteme.

## Einzelheiten
Die Funktionen der WinAPI sind ausschließlich in den Programmiersprachen C und Assembler geschrieben und können von Windows-Programmierern in selbst erstelltem Quelltext verwendet werden. Sie befinden sich in dynamischen Bibliotheken, den sogenannten DLL-Dateien, beispielsweise kernel32.dll, user32.dll und gdi32.dll und sind Bestandteil des Betriebssystems. Die WinAPI abstrahiert die nativen Funktionen des Betriebssystems, die durch die ntdll.dll exportiert und im Windows-Kernel (ntoskrnl.exe) implementiert sind. Das ermöglicht es Microsoft, die Implementierung der WinAPI zu modifizieren, ohne deren Funktionsweise zu ändern.
Die WinAPI wird immer verwendet, wenn native Windows-Programme geschrieben werden, obwohl der Programmierer sie eventuell direkt im Quelltext gar nicht aufgerufen hat. Die Aufrufe der API werden durch eine Laufzeitbibliothek gekapselt, die ihrerseits Funktionen der Windows-API aufruft. Windows NT/2000 hat eine native API, die sowohl für im Kernel-Mode als auch für im User-Mode laufende Programme eine Programmierschnittstelle bereitstellt. Diese Schnittstellen sind Bestandteil des Betriebssystemkerns, der letzten Endes alle hardwarenahen Operationen mit und an der Hardware durchführt. Viele von Programmen ausgeführte Aktionen, wie I/O-Operationen, Windows-Dialoge oder Speicherverwaltung, wären ohne die Windows API nur sehr eingeschränkt durchführbar. Systemnaher Zugriff auf das Windows-Betriebssystem, der hauptsächlich von Gerätetreibern benötigt wird, wird mithilfe des Windows Driver Model (WDM) unter allen Windows-NT-Versionen realisiert.
Die objektorientierten Bibliotheken, wie die MFC-Bibliothek und das .NET Framework, sind eine Alternative zur direkten Nutzung der Windows API. Dabei werden die nativen Methoden der Windows API gekapselt und ermöglichen auf diese Art eine bequemere objektorientierte Handhabung der zur Verfügung stehenden Funktionen. 

## Versionen
Beinahe mit jeder neuen Version von Windows wurde die Windows API erweitert und abgeändert. Der Name der API wurde dennoch zwischen den Versionen beibehalten oder nur leicht verändert, um gravierende Unterschiede zwischen den Windows-Architekturen und den Plattformen zu verdeutlichen. So wurde der ursprüngliche Begriff WinAPI, der in den 16-Bit-Versionen von Windows vorherrschte, um die Zahl 32 zu Win32 API erweitert, um dem bedeutsamen Sprung zur 32-Bit-Architektur deutlich zu machen. Dennoch wird heute der allgemeine Begriff Windows API verwendet, der sowohl alte als auch neuere APIs miteinschließt.

### Win16
Win16 war die erste API für die 16-Bit-Versionen von Windows. Gängiger Begriff war schlicht Windows API, wurde aber später umbenannt in Win16, um sie von der neueren Windows API der 32-Bit-Architektur unterscheiden zu können. Die Funktionen der Win16 API liegen hauptsächlich im Kern des Betriebssystems kernel.exe (oder krnl286.exe oder krnl386.exe), user.exe und gdi.exe. Trotz der Dateiendung exe sind diese Dateien tatsächlich sogenannte Programmbibliotheken. 16-Bit-Windows-Anwendungen sind ausschließlich für einen kooperativen Multitasking Betriebsmodus designed, unter modernen 32-Bit-Windows-Versionen laufen sie mithilfe der Virtual 8086 Mode-Einheit der CPU in einer VM86-Instanz, die wiederum als 32-Bit-Windows-Anwendung präemptives Multitasking verwendet. Die Ursache für das kooperative Multitasking-Design liegt darin begründet, dass der 8086-Prozessor, der von Windows bis Version 3.0 unterstützt wurde, über keine Memory Protection Unit verfügt. Theoretisch wäre präemptives Multitasking auf einer solchen CPU zwar auch in Software umsetzbar gewesen, aber eine solche reine Softwarelösung hätte sehr viel Leistung erfordert und wäre auf einem 8086 zu langsam gewesen.
Ein Nachteil von Win16 Anwendungen ist, dass sie auch die segmentierten Speichermodelle nutzen müssen, wie es auch in MS-DOS üblich war. Dies führte dazu, dass bei den Speichermodellen huge und large die Hochsprachencompiler den Code jeder Quellcodedatei eines Software Projekts in ihr eigenes Segment in der ausführbaren Datei verpackten, weswegen der Funktionsaufruf einer Funktion, der in einer anderen Quellcodedatei definiert wurde, langsamer war, als Funktionsaufrufe von Funktionen, die in der gleichen Quellcodedatei und damit dem gleichen Segment lagen.

### Win32
Win32 ist die 32-Bit-API für moderne Versionen von Windows. Die API besteht aus Funktionen, die, wie bei Win16, in Programmbibliotheken implementiert sind. Die Kern-DLLs von Win32 sind kernel32.dll, user32.dll und gdi32.dll. Win32 wurde mit Windows NT eingeführt. Die Version von Win32, die mit Windows 95 ausgeliefert wurde, lief ursprünglich unter dem Namen Win32c, wobei das „c“ für Kompatibilität (englisch compatibility) stand, aber dieser Ausdruck wurde später von Microsoft zugunsten von Win32 wieder verworfen. In Windows NT und seinen Nachfolgern (eingeschlossen alle modernen Windows-Versionen) werden Win32-Aufrufe durch zwei Module ausgeführt, csrss.exe (englisch Client/Server Runtime Subsystem) im User-Modus und win32k.sys im Kernel-Modus. Das dient dem Schutz des Betriebssystems und verhindert, dass laufende Anwendungen des Benutzers kritische Daten des Betriebssystems modifizieren oder darauf zugreifen können. Die Modi werden direkt vom Prozessor zur Verfügung gestellt.
Obwohl auch Windows CE eine Win32-ähnliche API enthält, gibt es tiefgreifende Unterschiede, die Portierungen von Quellcode in der Realität meist aufwändig gestalten.

### Win32s
Win32s ist die 32-Bit-API für die Windows-3.1x-Familie und als solche die 32-Bit-Erweiterung für die ansonsten 16-bittigen Betriebssysteme. Das „s“ steht für Teilmenge (englisch subset). Dabei wurden die Funktionsbibliotheken aus Windows NT nicht komplett übernommen, sondern lediglich eine Auswahl daraus. So ist beispielsweise MS Office 97 unter Windows NT 3.51 lauffähig, nicht jedoch unter Windows 3.1x. In Kombination mit Grafikschnittstellen wie OpenGL oder Video for Windows sollte damit bis zum Erscheinen von Windows 95 ein ausreichender Standard für Heimanwender gesetzt werden. Sie wurde mehrmals angepasst und ergänzt. Die letzte Version war 1.30c. Für die Nutzung der Win32s-API ist in Windows 3.x der Enhanced Mode erforderlich.

### Win64
Win32 für 64-Bit-Windows, auch bekannt unter dem Namen Win64, ist die Version der API, für die 64-Bit-Versionen von Windows – namentlich Windows XP „x64 Edition“, Windows Server 2003 „x64 Edition“ (für AMD64-Prozessoren) und Windows Server 2003 für Itanium-Serien. Bei den 64-Bit-Versionen handelt es sich nur um zwei weitere unterstützte Plattformen innerhalb der Windows-NT-Architektur, so dass sowohl die 32-Bit- als auch die 64-Bit-Version einer Software aus demselben Quellcode kompiliert werden können. Alle Zeiger auf den Speicher sind standardmäßig 64 Bit groß, weshalb der Quellcode gegebenenfalls auf Kompatibilität überprüft werden muss. Obwohl keine neuen Funktionen zur API hinzugefügt wurden, gibt es Unterschiede zwischen Win32 und Win64. Deshalb wird auf 64-Bit-Systemen – für 32-Bit-Programme – durch eine Abstraktionsebene namens WOW64 eine zu Win32 kompatible API bereitgestellt.

### .NET Framework
Die .NET-Framework-API (früher WinFX genannt) ist eine neuere, objektorientierte API, die die native Windows-API erweitert. Die API wurde unter anderem entworfen, um zukünftigen Anwendungen einen einfachen, verwalteten Zugriff auf die zahlreichen neuen Features in Windows Vista zu geben. .NET-Anwendungen laufen als sogenannter Managed Code (verwalteter Code) unter einer Laufzeitumgebung namens Common Language Runtime (CLR), einer virtuellen Maschine, die im Sinne der Abstraktion keine direkten Maschinenbefehle ausführt, sondern stattdessen das aus Bytecode bestehende Programm in Maschinencode umwandelt, bevor es dann vom Prozessor ausgeführt werden kann. Der GUI-API-Satz für WinFX, der unter dem Codenamen Avalon läuft, wird Windows Presentation Foundation genannt und löst die alten GDI- und GDI+-APIs ab. Sie setzt direkt auf DirectX auf und benötigt Grafikkarten mit Hardwarebeschleunigung, um alle Effekte angemessen darstellen zu können.

### Weitere APIs
Frühere Versionen von Windows haben auch die APIs anderer Betriebssysteme mitgebracht. Windows NT 3.1 sowie Windows NT 4.0 waren noch mit einer leicht abgespeckten Version der OS/2- und einer POSIX-API ausgestattet. Dadurch war es in eingeschränkter Form möglich, auch Programme auszuführen, die eigentlich für OS/2 oder Unix-Systeme kompiliert waren. Möglich wurde das durch eine tiefer liegende zweite API-Schicht – die weitestgehend undokumentierte native API. Auf die Funktionen dieser API stößt man z. B., wenn man Betriebssystem-DLLs mit einem Debugger durchläuft. Die Windows-API-Funktionen von Win32 usw. rufen zum Teil wiederum Funktionen der Native API auf, ebenso wie das OS/2- und POSIX-Subsystem. Inzwischen hat Microsoft diese anderen APIs entfernt, der prinzipielle Mechanismus ist aber auch in Windows Vista noch unverändert. Mit der .NET-API wurde sogar eine dritte, nun aber wesentlich modernere objektorientierte Schicht über die Win32-API und die Native API gesetzt.

### Implementierungen außerhalb von Windows

Wine und das Win32/64-API in verschiedenen Betriebssystemen

Neben der in aktuellen Windows-Versionen enthaltenen Win32/64-API von Microsoft gibt es auch Varianten für andere Betriebssysteme. Diese Nachbildungen dienen dazu, Windows-Programme ohne Windows-Betriebssystem zu nutzen. Aus rechtlichen Gründen sind meist nicht alle Funktion der Original-API vorhanden, was die Kompatibilität mit Programmen einschränken kann. Da die wenigsten Programme alle Funktionen der Win32/64-API benötigen, sind viele aber trotzdem voll nutzbar.
Beispiele von Win32-Implementierungen:
- Wine: Ein Open-Source-Projekt mit dem Ziel, eine vollständige Win32- und Win64-API für Linux- und Unix-artige Betriebssysteme zu erstellen
- CrossOver: Eine kommerzielle Erweiterung von Wine
- Cedega (früher WineX): Eine nahezu komplette kommerzielle Win32- und DirectX-Implementation mit dem Ziel, Windows-Spiele unter Linux lauffähig zu machen
- Darwine: Eine Wine-Portierung für macOS
- Odin: Wine32-API für OS/2
- Proton: Eine auf Wine basierende Software mit dem Ziel, Windows-Spiele auf anderen Plattformen auszuführen
- ReWind
- ReactOS: Das Betriebssystem verwendet einen Teil der Wine-Bibliotheken, um sich doppelte Entwicklungsarbeit zu sparen.
- HX DOS Extender: Macht Win32-Programme unter DOS lauffähig.
- Wabi: Windows Application Binary Interface ein Win16-API-Projekt von Sun Microsystems aus den frühen 1990er-Jahren.

Das Mono-Projekt bietet eine Entwicklungsumgebung und eine API für .NET-Programme in Linux- und Unix-artigen Betriebssystemen. Mono orientiert sich dabei vor allem am Common-Language-Infrastructure-Standard.

## Programmbeispiel
Folgender Quelltext implementiert mit Hilfe der WinAPI ein Programm, das ein Fenster erzeugt und den Text „Hello World!“ ausgibt. Das Programm ist in der Programmiersprache C geschrieben.
```
#include
 
<windows.h>

LRESULT
 
CALLBACK
 
WndProc
(
HWND
,
 
UINT
,
 
WPARAM
,
 
LPARAM
);

int
 
WINAPI
 
WinMain
(
HINSTANCE
 
hInstance
,
 
HINSTANCE
 
hPrevInstance
,

                   
PSTR
 
szCmdLine
,
 
int
 
iCmdShow
)

{

   
static
 
TCHAR
 
const
 
szAppName
[]
 
=
 
TEXT
(
"Klassenname"
);

   
HWND
       
hWnd
;

   
MSG
        
msg
;

   
WNDCLASSEX
 
wndclassex
;

   
wndclassex
.
cbSize
        
=
 
sizeof
 
(
WNDCLASSEX
);

   
wndclassex
.
style
         
=
 
CS_HREDRAW
 
|
 
CS_VREDRAW
;

   
wndclassex
.
lpfnWndProc
   
=
 
&
WndProc
;

   
wndclassex
.
cbClsExtra
    
=
 
0
;

   
wndclassex
.
cbWndExtra
    
=
 
0
;

   
wndclassex
.
hInstance
     
=
 
hInstance
;

   
wndclassex
.
hIcon
         
=
 
LoadIcon
(
NULL
,
 
IDI_APPLICATION
);

   
wndclassex
.
hCursor
       
=
 
LoadCursor
(
NULL
,
 
IDC_ARROW
);

   
wndclassex
.
hbrBackground
 
=
 
(
HBRUSH
)
GetStockObject
(
WHITE_BRUSH
);

   
wndclassex
.
lpszMenuName
  
=
 
NULL
;

   
wndclassex
.
lpszClassName
 
=
 
szAppName
;

   
wndclassex
.
hIconSm
       
=
 
wndclassex
.
hIcon
;

   
if
 
(
!
RegisterClassEx
(
&
wndclassex
))

   
{

      
MessageBox
(
NULL
,
 
TEXT
(
"RegisterClassEx fehlgeschlagen!"
),

                 
szAppName
,
 
MB_OK
 
|
 
MB_ICONERROR
);

      
return
 
-1
;

   
}

   
hWnd
 
=
 
CreateWindowEx
(
WS_EX_OVERLAPPEDWINDOW
,
 
// erweiterter Fensterstil

                  
szAppName
,
 
// Name der Fensterklasse

                  
TEXT
(
"Fenstertitel"
),
 
// Fenstertitel

                  
WS_OVERLAPPEDWINDOW
,
 
// Fensterstil

                  
CW_USEDEFAULT
,
 
// X-Position des Fensters

                  
CW_USEDEFAULT
,
 
// Y-Position des Fensters

                  
CW_USEDEFAULT
,
 
// Fensterbreite

                  
CW_USEDEFAULT
,
 
// Fensterhöhe

                  
NULL
,
 
// übergeordnetes Fenster

                  
NULL
,
 
// Menü

                  
hInstance
,
 
// Programm-Kopiezähler (Programm-ID)

                  
NULL
);
 
// zusätzliche Parameter

   
ShowWindow
(
hWnd
,
 
iCmdShow
);

   
UpdateWindow
(
hWnd
);

   
while
(
GetMessage
(
&
msg
,
 
NULL
,
 
0
,
 
0
))

   
{

      
TranslateMessage
(
&
msg
);

      
DispatchMessage
(
&
msg
);

   
}

   
UnregisterClass
(
szAppName
,
 
hInstance
);

   
return
 
(
int
)
msg
.
wParam
;

}

// Die Hauptnachrichtenschleife

LRESULT
 
CALLBACK
 
WndProc
(
HWND
 
hWnd
,
 
UINT
 
message
,
 
WPARAM
 
wParam
,
 
LPARAM
 
lParam
)

{

   
HDC
 
hdc
;

   
PAINTSTRUCT
 
ps
;

   
switch
 
(
message
)

   
{

   
case
 
WM_PAINT
:

       
hdc
 
=
 
BeginPaint
(
hWnd
,
 
&
ps
);

       
TextOut
(
hdc
,
 
0
,
 
0
,
 
TEXT
(
"Hello World!"
),
 
12
);

       
EndPaint
(
hWnd
,
 
&
ps
);

       
return
 
0
;

   
case
 
WM_CLOSE
:

       
DestroyWindow
(
hWnd
);

       
break
;

   
case
 
WM_DESTROY
:

       
PostQuitMessage
(
0
);

       
return
 
0
;

   
}

   
return
 
DefWindowProc
(
hWnd
,
 
message
,
 
wParam
,
 
lParam
);

}

```